# Christine Conix
Christine Conix (* 20. Mai 1955 in Lier) ist eine belgische Architektin. Sie gründete 1979 ihr ihres eigenen Architekturbüro, später Conix Architects, und ist seit 2013 Geschäftsführerin des Büros Conix RDBM Architects mit Niederlassungen in Belgien und den Niederlanden.

## Biografie
Sie wuchs in Antwerpen auf und hat einen älteren Bruder und zwei jüngere Schwestern. Ihre 10 Jahre jüngere Schwester Birgit wurde später Chief Executive Officer bei der belgischen Telenet. Christine Conix besuchte die Schule der Dames van het Christelijk Onderwijs am Meir. Danach studierte sie in Antwerpen Architektur am Hoger Architectuur Instituut van het Rijk (HAIR, auch Henry van de Velde Instituut, seit einer Umstrukturierung 1995 und Umbenennung 2008 Artesis Hogeschool Antwerpen) und machte 1978 ihren Abschluss. Noch während ihres Studiums heiratete sie Philippe van Doninck, später Vorstandsmitglied bei der Bekleidungskette Veritas, den sie mit 17 Jahren kennen gelernt hatte. Mit ihm hat sie zwei Töchter und einen Sohn.
Im Jahr 1978 machte sie sich selbständig. Mit ihrem Mann kaufte sie sich noch vor ihrem Studienabschluss ein traditionelles flämisches Haus in Wilrijk. Die Renovierung des Hauses war ihr erstes Projekt und sie bearbeitete es, während sie mit dem ersten Kind schwanger war. 1983 stellte sie ihren ersten Mitarbeiter ein. 1987 gründete sie eine BVBA und zog mit ihrem Architekturbüro nach Antwerpen. Ihre Aufträge umfassten zu dieser Zeit vor allem Ladengeschäfte und Büros.
Aufmerksamkeit erregte 1992 ein moderner Neubau der Architektin in der Cogels Osylei 29A, einer Straße mit Häusern aus der Belle Époque im Antwerpener Stadtteil Zurenborg. Das Modell des Hauses wird in der Sammlung des Vlaams Architectuurinstituut VAi aufbewahrt. Zusammen mit dem Limburger Architekten Michel Jaspers entwarf sie für die Filmgesellschaft Gaumont einen 1997 eröffneten Kinokomplex mit Vorhangfassaden als transparent gestaltete Sichtschutzwände. Bahnhofsgebäude des Antwerpener Südbahnhofs wurden durch die Nationale Gesellschaft der Belgischen Eisenbahnen NMBS verkauft und von der Geschäftsbank J. van Breda & Co erworben. Der Bahnhof wurden Anfang der 2000er Jahre von Conix für die Bank umgestaltet. Die ehemalige Fahrkartenhalle verwandelte sie in eine Empfangshalle.

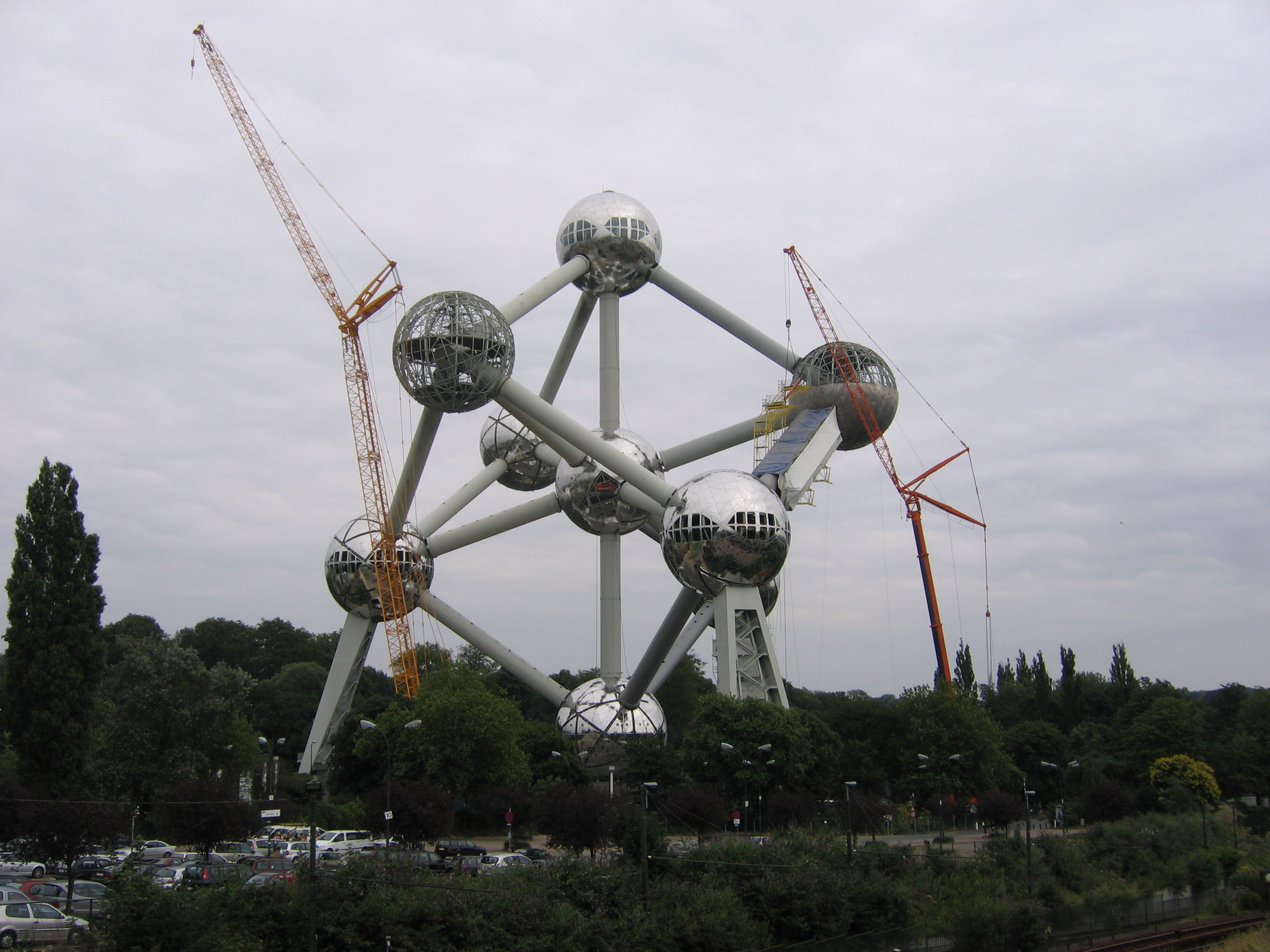
Sanierung mit Baukränen und entkleideten Kugeln (2005)

2004 gewann das Büro den Architekturwettbewerb für die Umgestaltung des Brüsseler Atomiums und gründete eine Zweitniederlassung in Brüssel. Die Außen- und Innengestaltung des ehemaligen Expo 58-Pavillons und der Esplanade wurden mit den ersten Preis in der Kategorie Renovierung des Staalbouwwedstrijd (Infosteel) ausgezeichnet, 2006 für die Leaf Awards (Leading European Architect Forum) nominiert sowie 2008 in die engere Wahl für den Prix Bruxelles-Horta aufgenommen. Im Jahr 2008 begann die Zusammenarbeit mit einem polnischen Ingenieur. Seither realisiert Christine Conix auch Projekte in Warschau und Danzig. Mit Umicore, einem Masterplan für ein Industrie- und Bürogebiet in Hoboken, gewann sie 2010 den Archizinc Trophee Sonderpreis für technische Leistungen und stand auf der Shortlist für zwei Innenarchitekturpreise. Den belgischen EU-Pavillon für die Expo 2010 in Schanghai konzipierte sie von der Planung über die Realisierung bis hin zum Betrieb und Abbau.
2013 schlossen sich Conix Architekten mit dem Antwerpener Büro RDBM Architecten & Adviseurs zusammen und firmieren seither mit Büros in Antwerpen, Brüssel, Rotterdam und Terneuzen als Conix RDBM Architects. Neben Christine Conix gehören Jorden Goossenaerts und Frederik Jacobs zur Geschäftsleitung. Die Projekte des Büros umfassen Neubau, Umbau und Sanierung in den Bereichen Wohn-, Regierungs-, Bildungs-, Kultur-, Gewerbe- und Industriebau. Sie umfassen so verschiedene Bereiche wie Immobilienentwicklung, Masterplanung, Innenarchitektur und Produktdesign. Ihre Arbeitsmethodik zielt auf ein integriertes Konzept aus Bestandsanalyse, Entwurf, Bau und wirtschaftlichem Betrieb.
Im Jahr 2016 wurde Christine Conix mit dem Laureate van de arbeid „innoverende kijk“ (Werkpreis für die „innovative Sichtweise“) ausgezeichnet. Als Vorbilder nennt Conix Léon Stynen sowie ihre Architekturprofessoren Georges Baines und Bob van Reeth.

## Engagement
Christine Conix war Vorsitzende des VAi (Vlaams Architectuurinstituut) in Brüssel und Mitglied des Beirats des Designcenter De Winkelhaak in Antwerpen. Im Jahr 2007 war sie Mitbegründerin der Vereinigung G30 Association of Architects, einer Architektenvereinigung in Belgien und fungierte als Vizepräsidentin des Vorstands.

## Bauten (Auswahl)

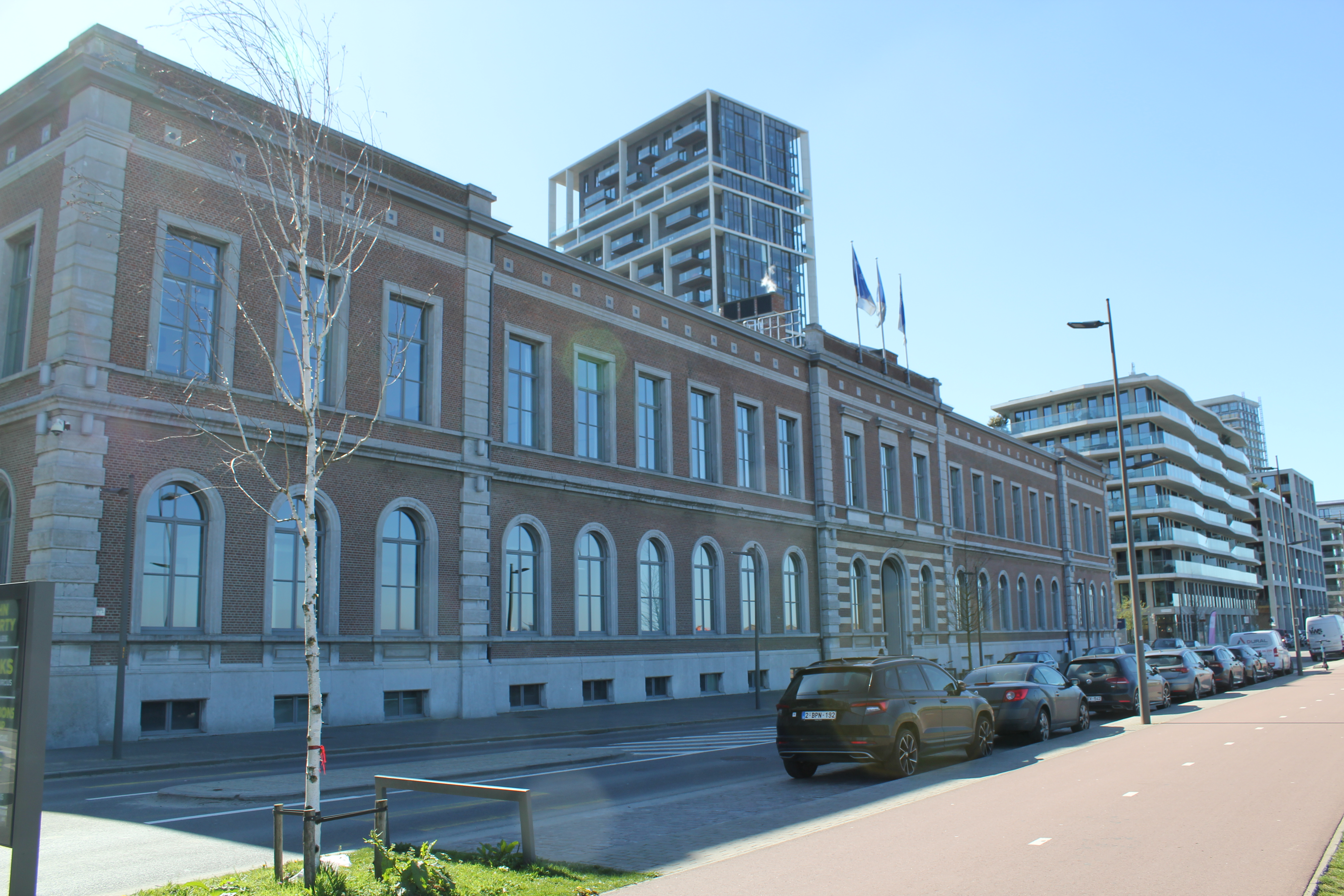
Bank J. Van Breda & Co.

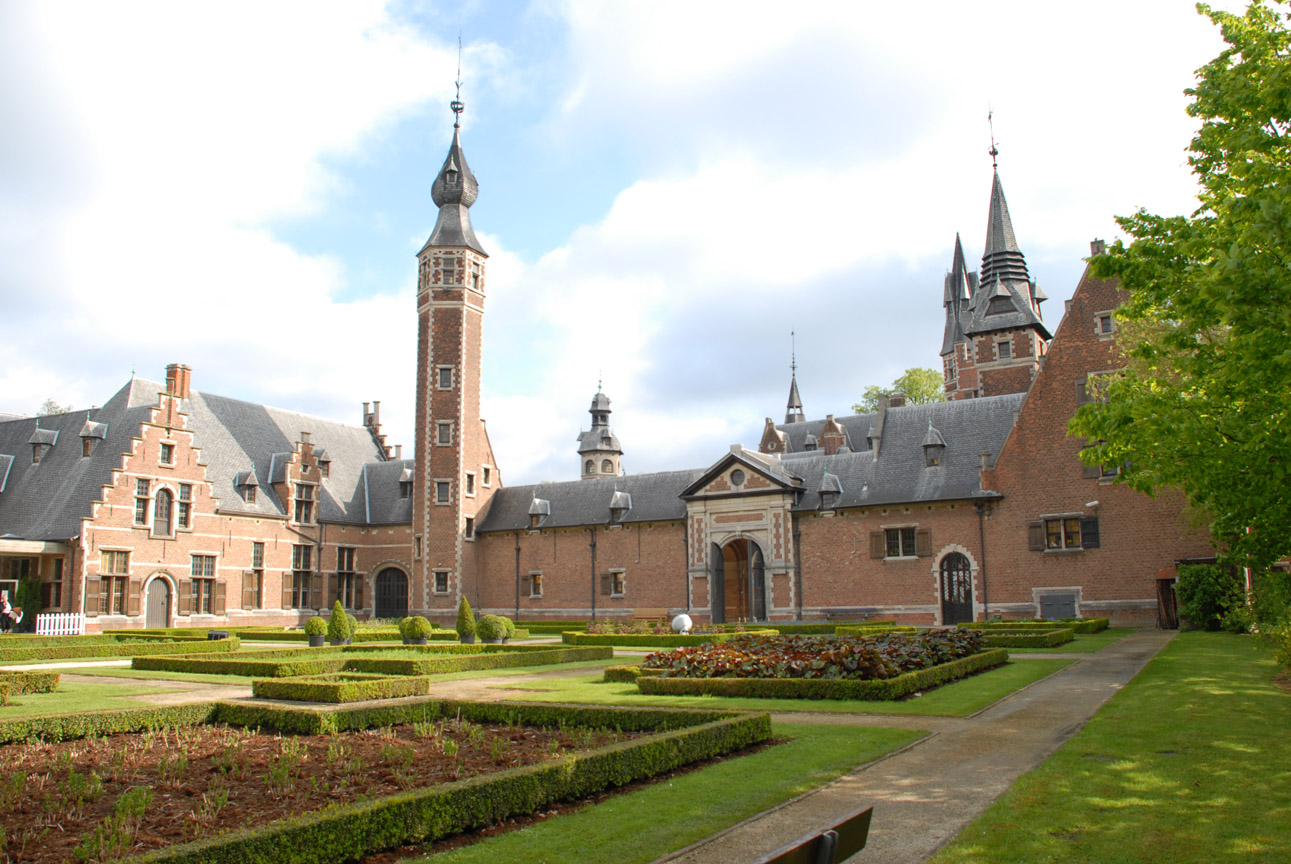
Silbermuseum Sterckshof

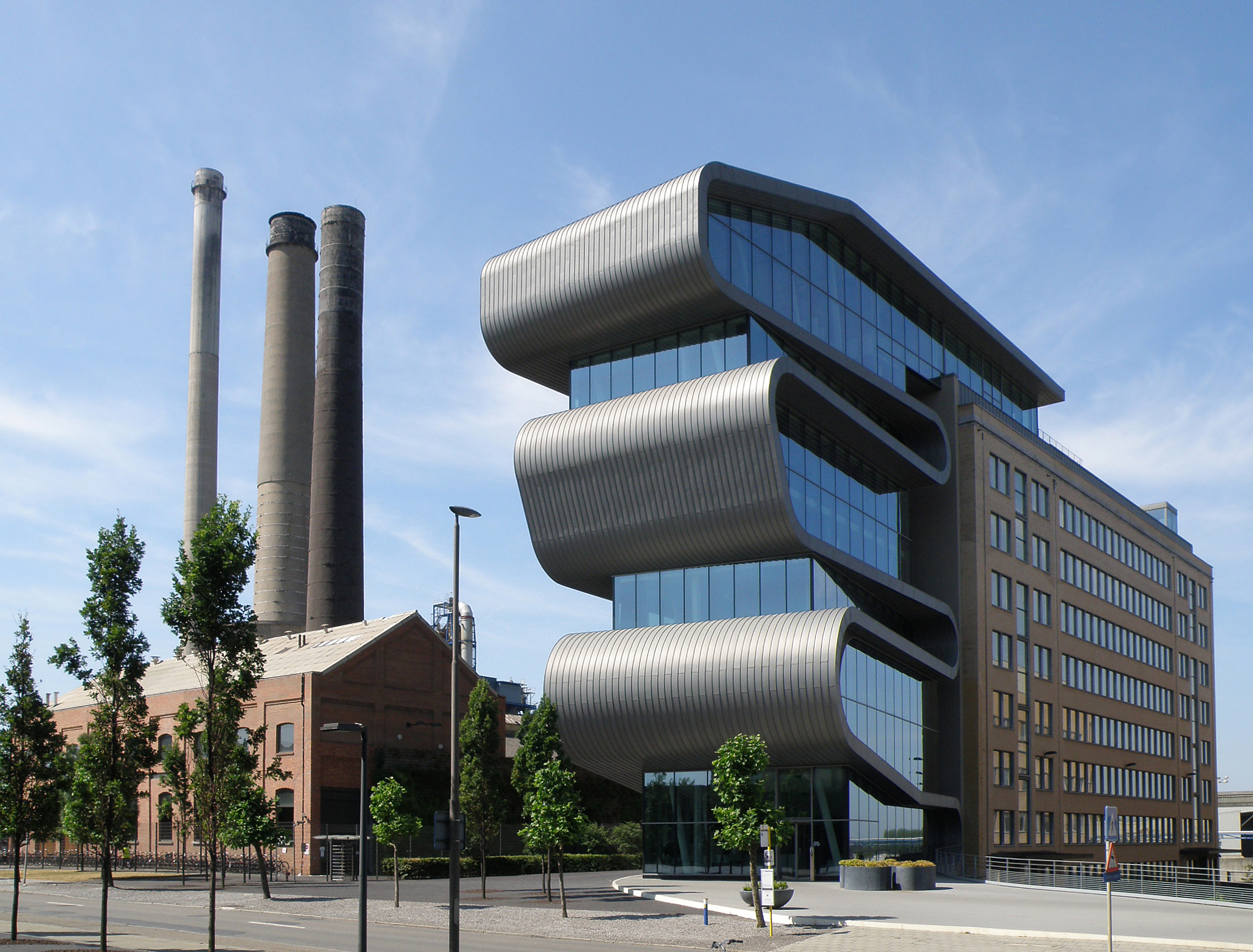
Umicore Hoboken

- 1992 Privathaus Cogels-Osylei 29A, Antwerpen[6]
- 1993–1997 Gaumont-Kinokomplex Van Ertbornstraat 17, Antwerpen, mit Michel Jaspers
- 1995–1997 Upstream, Wohn- und Geschäftshaus Cockerillkaai 18, Antwerpen
- 1999–2006 Hope Nation  zwei Mehrfamilienhäuser Cockerillkaai 11, Antwerpen (auch Drehort für den Film Loft – Tödliche Affären von Eric Van Looy)
- 2001–2002 Residenz De Welvaart, Wohnbebauung Den Heuvelt 1–18, Boechout
- 2003–2006 Sanierung eines ehemaligen Güterbahnhofgebäudes, Hauptsitz der Bank J. Van Breda & Co., Ledeganckkaai 7, Antwerpen Süd[7]
- 2004–2006 Sanierung Atomium, Atomiumplatz, Brüssel-Heysel
- 2004–2006 Sanierung und Neugestaltung der Europäischen Schule IV, Sint-Annadreef 86, Brüssel-Laeken, mit Archi 2000, Atelier du Sart Tilman, Duijsens Meyer Viol, Marcq & Roba
- 2004–2008 Fassadengestaltung und Innengestaltung Karel de Grote-Hogeschool, Campus Groenplaats, Nationalestraat 5, Antwerpen
- 2004–2009 Städtische Bibliothek und Theatersaal, Mercelisstraat 13–15, Ixelles
- 2005–2009 Renovierung und Erweiterung Hauptsitz Crédit Professional, Waterloolaan 16, Brüssel
- 2005–2009 Umicore-Hauptquartier, Adolf Greinerstraat 14, Antwerpen-Hoboken[8]
- 2007 Umbau der mittelalterlichen Wolweavers-Kapelle in einen Flagship-Store McGregor Women, Korte Dagsteeg 12, Gent
- 2007 Zwei Multisporthallen Sportzentrum Oudergem, Waveversesteenweg 1690, Oudergem
- 2007–2015 Sanierung Silbermuseum Sterckshof, Hooftvunderlei 160, Antwerpen-Deurne
- 2008–2011 Vier Wohntürme Ocean's Four, Przymorze, Danzig
- 2009 Entwurf „Stadt der Wissenschaft“, Esch-sur-Alzette, Luxemburg

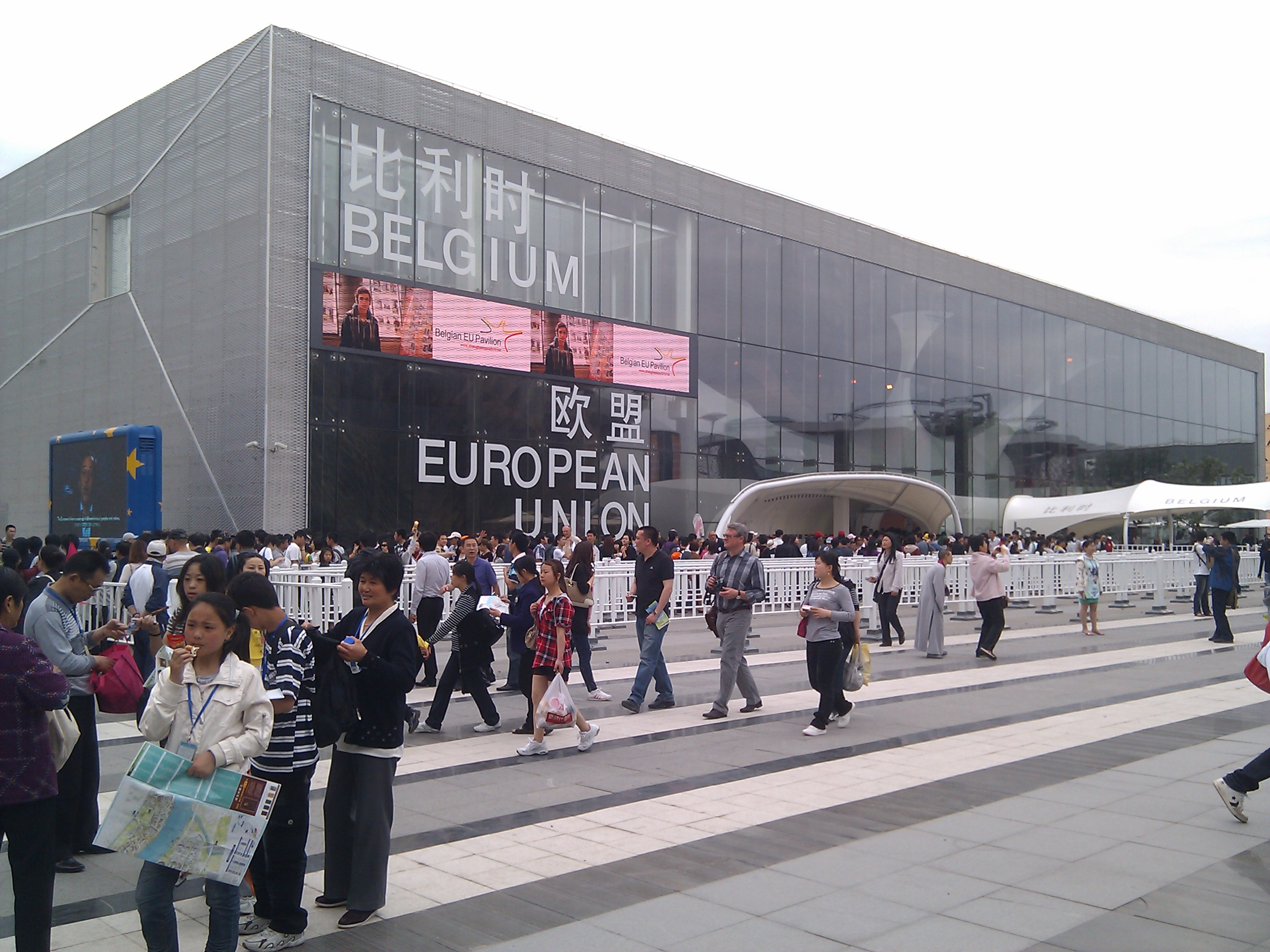
Belgischer Pavillon Expo 2010

- 2009–2010 Belgischer EU-Pavillon Expo 2010, Shanghai, mit JV Realys-Interbuild[9]
- 2011 Apartmentturm London Tower, Nordtor, Londonstraat 60, Antwerpen-Eilandje.
- 2012 Wohn- und Geschäftshaus Pépin, Kernstraat 31–37, Brüssel
- 2012 Städtebaulicher Entwurf Stadt Nador Nador
- 2012–2013 Wohnbebauung Belisa, Sint-Lambertuslaan, Bilzen
- 2013–2019 Gebäude für Wohnen, Lehre und Forschung, Vrije Universiteit Brussel (VUB), Campus Etterbeek, Triomflaan, Etterbeek (Brüssel).[10]